# Johammer J1

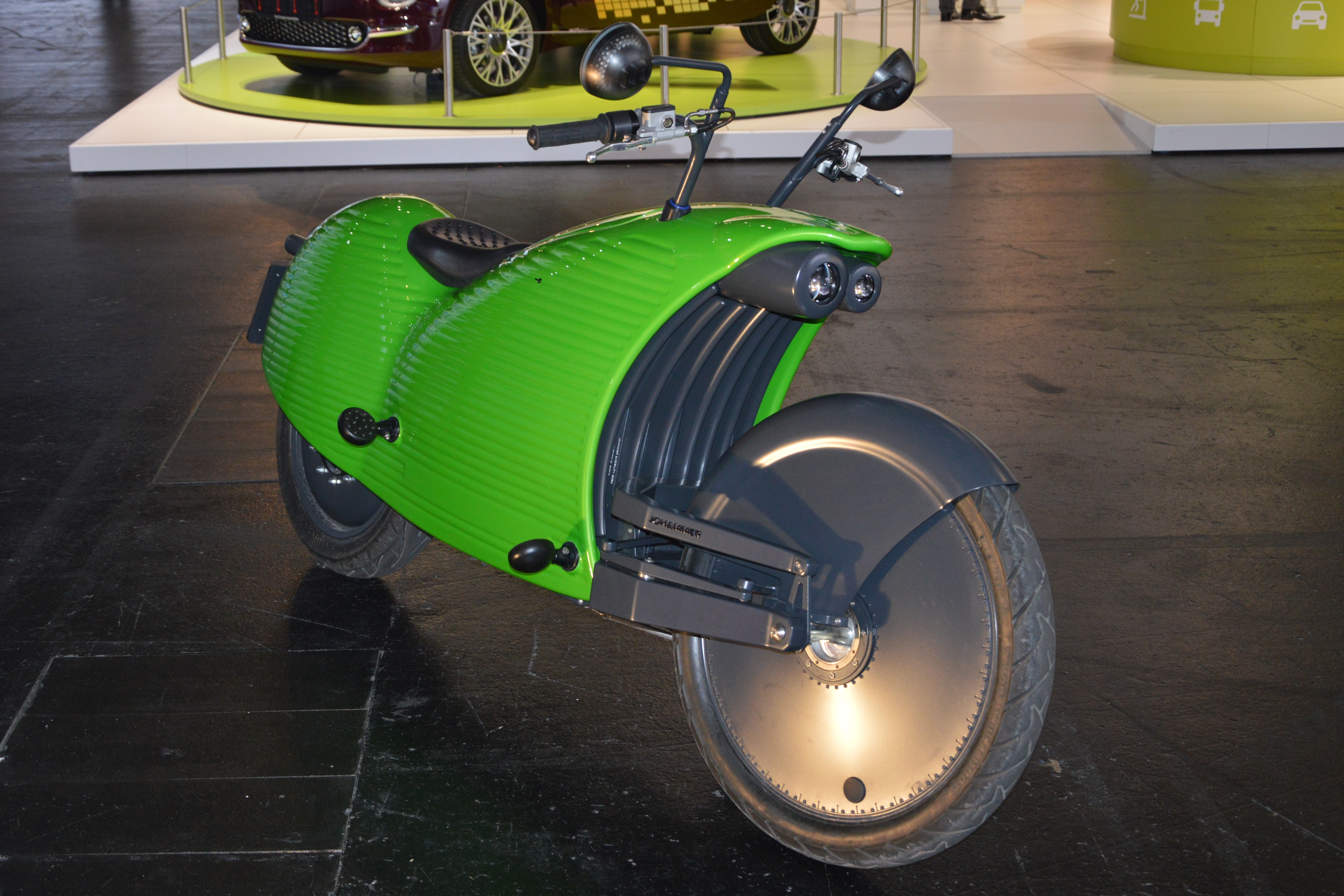
Johammer J1 durante a IAA 2015.

Johammer J1 é uma motocicleta impulsionada por um motor elétrico, produzida pela firma Johammer e-mobility de Bad Leonfelden, Áustria, disponibilizada a partir de 2014.
É impulsionada por um motor síncrono com potência de 11 kW, massa de 178 kg e atinge a velocidade máxima de 120 km/h. Suas baterias, com capacidade de 12,7 kWh, proporcionam autonomia de 150 a 200 km. Em operação regenerativa - por exemplo em descidas ou frenagens - a energia do motor síncrono é recarregada nas baterias. O tempo de carga das baterias até 80% de sua capacidade é de 2,5 horas. A distância entre eixos é 1,455 m.